# 최승로
최승로(崔承老, 927년 ~ 989년 6월 17일(음력 5월 12일))는 고려 문하시중 직책을 지낸 고려 초의 유학자, 문관, 시인, 문장가이다. 본관은 경주(慶州), 시호는 문정(文貞)이다.
아버지는 신라 6두품 출신 최은함(崔殷含)이며 조부는 경주최씨의 시조이며 탁월한 문장가이며 사상가로 문묘에 배향된 문창후 고운 최치원 선생이시다. 성종(成宗)에게 시무 28조를 바친 것으로 유명하다. 그가 바친 시무 28조는 대부분 수용되어 고려의 정치제도와 지방통치 등 국정 운영의 중요한 기조가 되었다. 이후에 고려말  불사이군의 충절로 유명한 관가정 최청의 직계 조상이기도 하다.

## 생애
최승로는 신라 조정의 관료였던 최은함(崔殷含)의 아들로 태어났다. 태조 18년(935년)에 경순왕이 고려에 투항할 때 최은함은 아들과 함께 귀순하였다. 《고려사》에는 최은함의 벼슬을 원보(元甫),《삼국유사》에는 정보(正甫)로 적고 있다.
《고려사》 최승로열전에는 "오랫동안 자식이 없어 기도하여 승로를 낳았다(久無嗣禱而生承老)"고 적고 있는데, 《삼국유사》에는 최은함이 중생사(衆生寺)의 관음보살에 기도하여 승로를 얻었다는 기록과 함께 그의 어린 시절과 관련한 이야기를 전하고 있다. 최승로가 태어난 지 채 3개월이 못되어 후백제의 견훤(甄萱)이 서라벌로 쳐들어와서 성 안이 어수선한 가운데, 최은함은 피난 직전에 어린 최승로를 안고 중생사로 찾아와 "이웃 나라의 군사가 갑자기 쳐들어와 사세가 급박한데 어린 자식이 누가 되어 둘 다 죽음을 면할 수 없게 되었습니다. 진실로 대성(大聖)이 보내신 아이라면 크나큰 자비의 힘으로 보호하여 길러주셔서 우리 부자가 다시 만날 수 있게 해주십시오.”라고 기도하고서 강보에 싸서 관음보살상 사자좌 밑에 감추어 두었다. 6개월 뒤 후백제 병사들이 물러가고, 최은함이 와서 보니 어린 최승로의 살결은 새로 목욕한 듯 깨끗했고 젖 냄새가 아직도 입에 남아있었다고 한다.
어려서부터 학문을 좋아하고 글을 잘 지었다는 최승로는 경순왕이 고려에 투항할 때 아버지를 따라 고려에 온 뒤, 12세 때(938년) 태조에게 불려가 《논어(論語)》를 읽어보였고, 감탄한 태조는 최승로에게 소금 단지를 하사하고 그를 원봉성(元鳳省)의 학생(學生)으로 발탁하였으며, 안장을 얹은 말에 예식(例食) 스무 석(石)을 더 내렸다. 이때부터 최승로는 문장과 관련된 일을 맡게 되었다.
성종 1년(982년) 정광(正匡) · 행선관어사(行選官御事) · 상주국(上柱國)이 되었는데, 6월에 왕명으로 시무책(時務策) 28조를 올려 국가의 전반적인 면에 걸쳐서 폐단의 시정과 새로운 제도의 제정을 건의하여 고려 왕조의 기초 작업에 큰 역할을 했다. 또한 불교 세력의 지나친 횡포와 그로 인한 국가 재정의 손실을 지적, 이를 시정케 했다. 성종 2년(983년) 3월에 문하시랑평장사(門下侍郞平章事)로서 지제고(知制誥)를 겸임하였으며, 12월에 좌집정(左執政) 이몽유(李夢游) · 병관어사(兵官御事) 유언유(劉彦儒) · 좌승(左丞) 노혁(盧奕)과 함께 진사(進士)를 뽑았는데, 성종의 복시(覆試)를 거쳐서 갑과(甲科) 강은천(姜殷川)과 을과(乙科) 두 사람, 명경(明經) 한 사람을 급제시켰다고 한다. 7년(988년) 12월에 수문하시중(守門下侍中)에 승진하고 청하후(淸河侯) 식읍(食邑) 7백 호(戶)에 봉해졌다. 이때 최승로는 여러 번 글을 올려 물러나기를 청했으나 성종은 받아주지 않았다고 한다.
성종 8년(989년) 5월 12일(양력 6월 17일)에 졸하였다. 향년 63세. 태사(太師)에 추증되고 부의로 베 1천 필과 보리 3백 석, 멥쌀 5백 석과 유향(乳香) 1백 냥, 뇌원차(腦原茶) 2백 각(角), 대차(大茶) 열 근이 내려졌다.
목종(穆宗) 원년(998년) 4월에 태사 최량(崔亮)과 함께 성종의 묘정(廟庭)에 배향되었다. 덕종(德宗) 2년에는 다시 대광(大匡) · 내사령(內史令)이 추증되었다.

## 최승로가 등장한 작품
- 《제국의 아침》 (KBS, 2002년~2003년, 배우: 이지형
- 《천추태후》 (KBS, 2009년~2009년, 배우:

## 정치 사상
유교 사상에 입각한 28조의 개혁안을 고려 성종에게 건의하였는데, 그 가운데 22조가 전해진다. 그 개혁안을 시무 28조라 부르며, 그가 생각하는 이상이 드러나 있다. 최승로가 이상으로 여긴 정치 형태는 군주가 정치에 깊은 관심을 가지고 정치의 주체가 되어야 하되, 신권과의 대화를 통한 긴밀한 협조가 이루어지며, 아울러 어느 한쪽의 독주도 상호 견제할 수 있는 안정된 정치 형태였다.

## 같이 보기
- 시무 28조
- 고려 성종